# محمد أمين حسونة
محمد أمين حسونة (1909-1956) كان أديبا وناقدا أدبيا وصحفيا مصريا. نشر مقالات في مجلات أدبية ثقافية عربية مثل مجلة الحديث الحلبية ومجلة الرسالة.
نشر في مجلة الحديث الحلبية بابا خاصا 1933-1934 عنوانه «في الأدب المصري/أعلام المدرسة الحديثة»، وقدم كُتابا من رواد الحداثة العربية في مصر، منهم أحمد أمين وأحمد رامي وأحمد زكي أبو شادي وأحمد خيري سعيد ومحمد تيمور وغيرهم.
مما نشره في مجلة الرسالة مقالة عن رواية «صورة في مرآة» للكاتب الدرامي تشارلز مورغان ومقالة عن الأدب الإيطالي ولويجي بيرانديلو.

## مؤلفات
أول كتاب صدر له رواية «أشبال الثورة»
نشرت له مجموعة قصصية «الورد الأبيض» عام 1933 بتقديم من محمود تيمور
كتابه «وراء البحار» من أدب الرحلات.